# Tao Jüan-ming
Tao Yuanming (kínai írással: 陶渊明, magyar népszerű átírással: Tao Jüan-ming, kb. 365-427) híres kínai költő. Eredeti neve Tao Csien (陶潜, Tao Qian). A császári névtabu miatt Tao Sen-mingnek (陶深明, Tao Shenmingnek) vagy Tao Csüen-mingnek (陶泉明, Tao Quanmingnek) is hívták. Ő maga Vu-liu (五柳, Wuliu) azaz „Öt Fűzfa” mesterként is emlegette magát.
Tao Jüan-ming (Tao Yuanming) elszegényedett arisztokrata család sarjaként született. Nagyapja, Tao Kan még miniszter volt, és a nyolc korabeli tartomány hadügyeit vezette, Csangsa (Changsha) kormányzóság uraként. Édesapját nyolcéves korában vesztette el, édesanyját – aki egy Keleti Csin (Keleti Jin-beli) nemesember, Meng Csia (Meng Jia) leánya volt – pedig 12 évesen.
Tao Jüan-ming (Tao Yuanming) néhány évig kishivatalnoki állásokat töltött be, később lemondott hivataláról és hazatért. Egy híres anekdota szerint azután vonult vissza, hogy egy cenzort küldtek az ellenőrzésére, de ő arra hivatkozva, hogy „nem hajol meg öt mérő rizsnyi fizetésért egy ilyen falusi fickó előtt”, nem fogadta őt. 406-tól, Csi Nan-ti (Ji Nandi) császár uralkodása idejétől a világtól elzárkózva élt. Szung Ven-ti (Song Wendi) császár uralkodása alatt, 427-ben halt meg betegségben. A több mint 20 éves elvonulás volt Tao Jüan-ming (Tao Yuanming) legtermékenyebb költői korszaka.
Tao Jüan-ming (Tao Yuanming)től több mint 120 vers, valamint tízegynéhány prózai írás és fu maradt ránk. Többnyire 5 szótagos sorhosszúságú verseinek fő témája a vidéki élet, a szántóföldek és kertek világa, ezért a későbbiekben a „földek és kertek” (tienjüan (tianyuan)) költőjének hívták őt. Leghíresebb költeménye Az őszibarack-virágos forrás (Taohuajüan (桃花源, Taohuayuan)), amelyben egy harmonikus, békés, háborútól és zűrzavartól mentes eszményi világot ír le.

## Külső hivatkozások
- Tao Yuanming: Öt Fűzfa mester életrajza  Terebess.hu